# Pačejov
Pačejov – gmina w Czechach, w powiecie Klatovy, w kraju pilzneńskim. Według danych z dnia 1 stycznia 2014 liczyła 784 mieszkańców.
W miejscowości jest stacja kolejowa Pačejov.